# Temptation (Album)
Temptation (Englisch für „Versuchung“) ist das erste Studioalbum der Girlgroup Monrose. Es erschien am 8. Dezember 2006 unter dem Label Starwatch (Warner Music) und enthält Pop- und R&B-Songs.
Einige Lieder des Albums wurden von Dieter Falk, einem der drei Jurymitglieder der fünften Staffel der Castingshow Popstars, produziert. Die anderen Stücke wurden unter anderem von Toni Cottura, Jiant und Marc Mozart geschrieben und produziert. Bis einschließlich Mai 2007 wurde Temptation über 400.000 Mal verkauft und es erhielt doppelten Platin-Status.

## Hintergrund

### Produktion

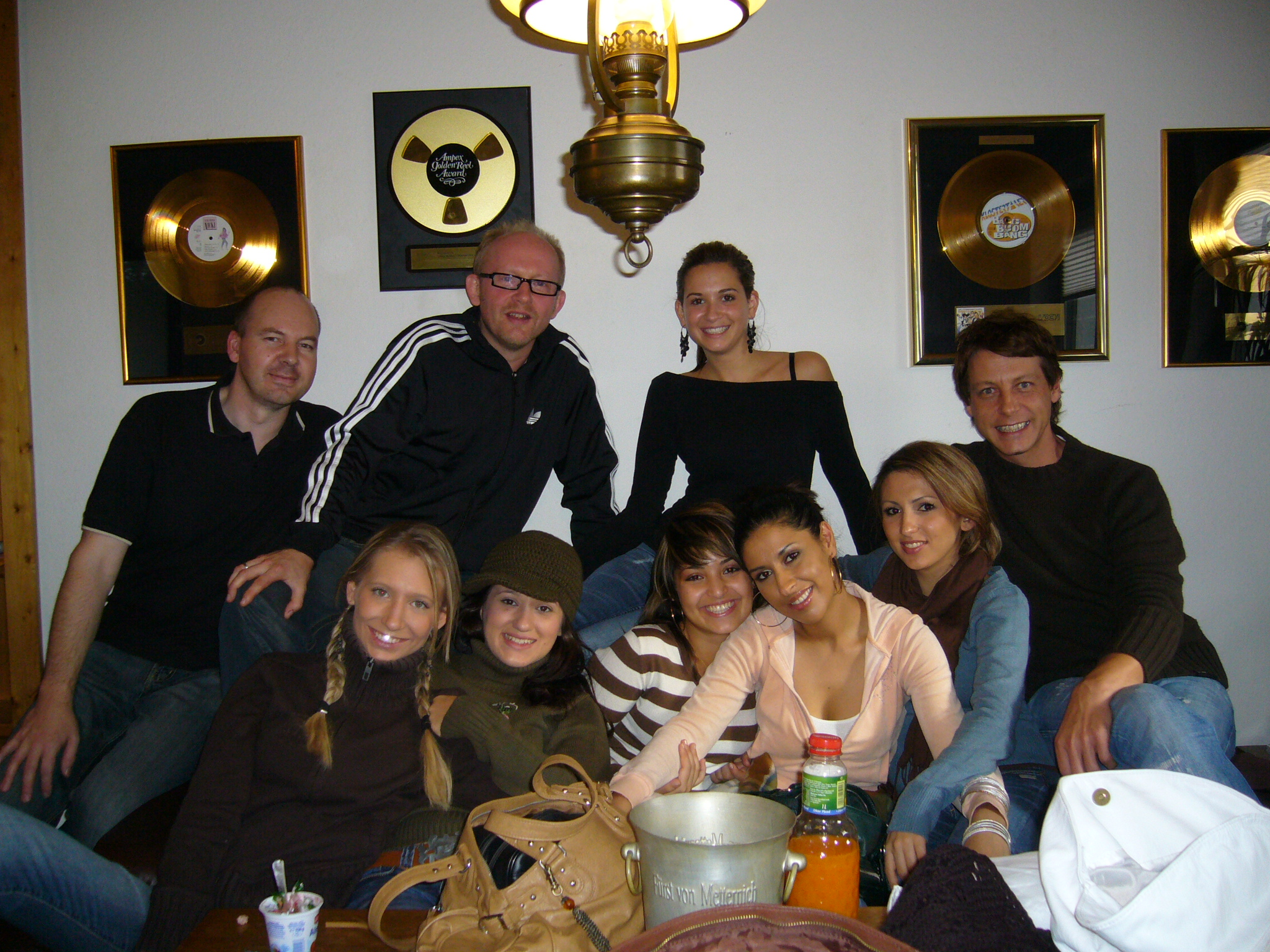
Monrose 2006 bei Aufnahmen zum Album Temptation in den Weryton Studios

Das gesamte Album wurde in der Zeit von Oktober 2006 bis November 2006 hauptsächlich in den Münchner Weryton-Studios aufgenommen. Jede der sechs Popstars-Finalistinnen sang alle zwölf Lieder des Albums ein, sodass man direkt nach dem Finale die Stimmen der drei Gewinnerinnen passend zueinander vermischen konnte. Einige Lieder wurden eingesungen, jedoch nicht mit auf das fertige Album genommen, darunter Black Train, Diamonds & Pearls und Kiss & Tell. Der Titel Butt Butt wurde anfangs ausschließlich bei Musicload als Download bereitgestellt. Diamonds & Pearls und Butt Butt erschienen später als B-Seite auf der Single Even Heaven Cries.

### Kritik und Rezeption
Temptation wurde von Kritikern größtenteils positiv aufgenommen, so beschrieb der Kritiker Stefan Johannesberg des Online-Musik-Magazins laut.de die Lieder des Albums als „britisch catchy“. Monrose träten als „Destiny’s Child und Pussycat Dolls“ auf. Das Album wurde ein großer Erfolg: Es erreichte auf Anhieb die Spitze der deutschen, österreichischen und Schweizer Albumcharts und wurde mit Platin für mehr als 200.000 verkaufte Exemplare in der ersten Verkaufswoche ausgezeichnet. Bis Juni 2007 wurde Temptation weltweit über 400.000 mal verkauft.
Es wurden insgesamt zwei Lieder des Albums als Single veröffentlicht: Zum einen die Midtempo-Ballade Shame, welche sich in vier Ländern auf dem ersten Platz der Hitparaden platzieren konnte, sich zur schnellstverkauften Single des Jahres, zur bis dato meist heruntergeladenen Single aller Zeiten in Deutschland und zu einer der erfolgreichsten Debütsingles des Jahres mausern konnte. Für die zweite Singleauskopplung entschied man sich für Even Heaven Cries, die gleichzeitig für Monroses Teilnahme an der Deutschen Vorentscheidung zum Eurovision Song Contest verwendet wurden. Das Lied erreichte die Top-10 in Deutschland und knackte die Top-20 in Österreich und der Schweiz.
Monrose bestätigten in einem Live-Chat auf der Website des Fernsehsenders KI.KA, dass die nächste Singleauskopplung Ende April 2007 herauskommen, von Temptation stammen und auf der Bravo Supershow 2007 aufgeführt werden soll. Monrose traten mit dem Titel Do That Dance auf, womit dieses Lied vorerst als inoffiziell bestätigt galt. Im Mai des Jahres korrigierten sich Monrose in einem Live-Chat des Amadeus Award, es werde ein neues, unbekanntes Lied geben. Am 24. Mai traten Monrose bei der Finalshow der zweiten Staffel von Germany’s Next Topmodel auf und stellten das Lied Hot Summer vor.
Das Lied Push Up on Me wurde ab dem 14. Juni 2007 als Vorspannmusik der Doku-Soap Das Model und der Freak verwendet.

## Titelliste
1. Shame (Radio Edit) (Tim Hawes, Pete Kirtley, Christian Ballard, Andrew Murray) – 3:29
2. Even Heaven Cries (Robbie Nevil, Philip Denker, Lauren Evans, Jonas Jeberg, Jens Lumholt) – 3:56
3. Oh La La (T. Hawes, P. Kirtley, Obi Mhondera) – 3:46
4. No (Holly James, Tim Goodacre, Stuart Roslyn) – 2:58
5. I’m Gonna Freak Ya (Winston Sela, Roberto Martorell, N. Martorell) – 3:27
6. Love Don’t Come Easy (Toni Cottura, Marcus Brosch, Kim Zebrowski, Inessa Alessandrova) – 4:38
7. 2 of a Kind (Gary Barlow, Eliot Kennedy, Tim Woodcock) – 3:12
8. Your Love Is Right Over Me (T. B. Andrews) – 4:35
9. Work It (Anthony Little, Richard Kelly) – 3:54
10. Do That Dance (Claude-Michel Schönberg, Alain Boublil, Richard Maltby) – 3:26
11. Live Life Get By (J. Shorten, Niara Scarlett) – 3:57
12. Push Up on Me (Jeremy Skaller, Robert Larrow, Thara Prashad, Edwin Serrano, George Adamas, Eritz Laues) – 4:03

Bonustitel
1. Butt Butt (Jasmine Baird, Alex James) – 3:01

### Coverversionen
- Oh La La ist ein Cover eines nicht veröffentlichten Liedes der britischen Band Boo2.[9]
- Do That Dance basiert auf dem gleichen Arrangement und der Melodie wie das Lied Bad Boy der französischen Girlband Kay Cee Dee aus dem Jahr 2006.
- Diamonds & Pearls verwendet die Komposition In der Halle des Bergkönigs aus Peer Gynt von Edvard Grieg aus dem Jahr 1875.
- Push Up on Me ist eine Coverversion des gleichnamigen, unveröffentlichten Liedes der Sängerin Thara, welchen sie mit Rupee im Jahr 2006 aufnahm.

## Kommerzieller Erfolg

### Chartplatzierungen

#### Albmu
| ChartsChartplatzierungen | Höchstplatzierung | Wochen |
| ------------------------ | ----------------- | ------ |
| Deutschland (GfK)        | 1 (22 Wo.)        | 22     |
| Österreich (Ö3)          | 1 (17 Wo.)        | 17     |
| Schweiz (IFPI)           | 1 (17 Wo.)        | 17     |

| ChartsJahrescharts (2007) | Platzierung |
| ------------------------- | ----------- |
| Deutschland (GfK)         | 14          |
| Österreich (Ö3)           | 9           |

#### Singles
| Jahr | Titel             | Höchstplatzierung, Gesamtwochen, AuszeichnungChartplatzierungen (Jahr, Titel, , Platzierungen, Wochen, Auszeichnungen, Anmerkungen) | Höchstplatzierung, Gesamtwochen, AuszeichnungChartplatzierungen (Jahr, Titel, , Platzierungen, Wochen, Auszeichnungen, Anmerkungen) | Höchstplatzierung, Gesamtwochen, AuszeichnungChartplatzierungen (Jahr, Titel, , Platzierungen, Wochen, Auszeichnungen, Anmerkungen) | Anmerkungen                                                |
| Jahr | Titel             | DE | AT | CH | Anmerkungen                                                |
| ---- | ----------------- | --- | --- | --- | ---------------------------------------------------------- |
| 2006 | Shame             | DE1 ×3Dreifachgold · (17 Wo.)DE | AT1 Gold · (17 Wo.)AT | CH1 Gold · (18 Wo.)CH | Erstveröffentlichung: 1. Dezember 2006 Verkäufe: + 630.000 |
| 2007 | Even Heaven Cries | DE6 (12 Wo.)DE | AT17 (15 Wo.)AT | CH19 (7 Wo.)CH | Erstveröffentlichung: 2. März 2007                         |

### Auszeichnungen für Musikverkäufe
| Land/Region        | Auszeichnungen für Musikverkäufe (Land/Region, Auszeichnung, Verkäufe) | Verkäufe |
| ------------------ | ---------------------------------------------------------------------- | -------- |
| Deutschland (BVMI) | 2× Platin                                                              | 400.000  |
| Österreich (IFPI)  | Platin                                                                 | 30.000   |
| Schweiz (IFPI)     | Platin                                                                 | 30.000   |
| Insgesamt          | 4× Platin ·                                                            | 460.000  |

## Liedinformationen

### Do That Dance
Do That Dance ist ein von Alain Boublil, Claude-Michel Schönberg und Richard Maltby geschriebenes Lied für Temptation. Do That Dance wurde als dritte Single der Band indirekt durch Bandmitglied Senna Guemmour bestätigt, indem sie in einem Live-Chat des Fernsehsenders KI.KA die Frage, ob die nächste Single bei der Bravo Supershow 2007 aufgeführt werden solle, bejahte. Monrose traten mit Do That Dance auf. Bereits im Vorfeld berichtete die Website des österreichischen Amadeus Awards über Do That Dance als nächste Singleauskopplung. Des Weiteren bestätigten Monrose, die Single erscheine „Ende April“. Im Nachhinein korrigierten sich Monrose während eines weiteren Live-Chats, diesmal pünktlich zum Amadeus Award, es werde ein komplett neues und unbekanntes Lied als Single erscheinen. Am 24. Mai 2007 gab das ProSieben-Boulevardmagazin SAM bekannt, es werde keine weitere Singleauskopplung aus Temptation geben.
Do That Dance wurde am 16. November 2006 in der vorletzten Folge der fünften Staffel des Castingformats Popstars von der Halbfinalistin Leonore Bartsch uraufgeführt. Monrose traten mit dem Lied zum ersten Mal im deutschen Fernsehen am 12. Januar 2007 mit Playbackgesang in der Tanzshow You Can Dance auf Sat.1 auf. Trotz Bartschs Auftritt während Popstars kündigte die Moderatorin Anna Maier die Aufführung des Liedes als Weltpremiere an. Zu diesem Zeitpunkt war weder die zweite Single, Even Heaven Cries, noch Do That Dance als dritte Singleauskopplung bestätigt.
Do That Dance basiert auf dem gleichen Arrangement und der gleichen Melodie wie das Hip-Hop-Lied Bad Boy der französischen Girlband Kay Cee Dee aus dem Jahr 2006. Die beiden Lieder unterscheiden sich in der Sprache, da Do That Dance auf Englisch und Bad Boy auf Französisch gesungen wird, und bezüglich der Inhalte der Texte. Obwohl ein Musikvideo für das Lied der Französinnen produziert wurde, schaffte es die Single nicht auf den Markt und wurde bis heute nicht veröffentlicht.